# Соболевка (Черкасская область)
Соболе́вка (укр. Соболівка) — село в Шполянском районе Черкасской области Украины.
Население по переписи 2001 года составляло 759 человек. Почтовый индекс — 20644. Телефонный код — 4741.

## Местный совет
20644, Черкасская обл., Шполянский р-н, с. Соболевка

## Персоналии
- Яцентюк Виталий Григорьевич – заслуженный врач Украины, кандидат медицинских наук, хирург высшей категории, колопроктолог высшей категории, заведующий хирургическим отделением.